# Mitch Ryan
Mitchell Ryan (ur. 11 stycznia 1934 w Cincinnati, zm. 4 marca 2022 w Los Angeles) – amerykański aktor charakterystyczny. 
Dożywotnio związany z Actors Studio. Był prezesem fundacji Screen Actors Guild.

## Życiorys

### Wczesne lata
Urodził się w Cincinnati w Ohio. Dorastał w Louisville w Kentucky. Jego ojciec był sprzedawcą nowości. Służył w United States Navy podczas wojny koreańskiej. 

### Kariera sceniczna
Po wojnie koreańskiej udał się do Barter Theatre w Abingdon w stanie Wirginia, gdzie wraz z założycielem teatru Robertem Porterfieldem zadebiutował na scenie. W 1956 zagrał w sztuce Williama Gibsona Nine by Six: A Cry of Players. W 1960 wystąpił w Players Theatre w Nowym Jorku w roli Clyde’a Gevedona w przedstawieniu Whisper to Me, zanim dołączył do nowojorskiego Festiwalu Szekspirowskiego Josepha Pappa w 1962. Był członkiem Actors Studio. Występował na Broadwayu w przedstawieniach takich jak Doczekać zmroku (1966) w roli Mike’a Talmana z Lee Remick, The Sudden & Accidental Re-Education of Horse Johnson (1968) jako Clint Barlowe z Jill Clayburgh, Cena Arthura Millera (1979) jako Victor Franz i Medea Eurypidesa (1982) w roli Jazona. Grywał w produkcjach off-Broadwayu, w tym w sztukach szekspirowskich – Antoniusz i Kleopatra (1963) jako Agryppa, Zimowa opowieść (1963) w roli Leontesa, Wieczór Trzech Króli (1963) jako Orsino, Otello (1964) w roli Iago i Koriolan (1965) jako Tullus Aufidiusz – dowódca Wolsków, a także wcielił się w tytułową rolę w Baalu Bertolta Brechta (1965), wystąpił w roli Agamemnona w tragedii Ifigenia w Aulidzie Eurypidesa (1967) i jako James Tyrone Jr. w spektaklu Księżyc świeci nieszczęśliwym Eugene’a O’Neilla (1968).

### Kariera ekranowa
Po raz pierwszy trafił na duży ekran jako Jed Moultrie, kierowca wabika w dramacie kryminalnym Thunder Road (1958) u boku Roberta Mitchuma. Po występie jako detektyw Mack w jednym z odcinków serialu kryminalnego CBS Brenner (1959), rozpoznawalność przyniosła mu rola Burke’a Devlina w gotyckiej kultowej operze mydlanej ABC Dark Shadows (1966–1971), zanim nie został zwolniony z serialu w czerwcu 1967 z powodu alkoholizmu i zastąpiony przez Anthony’ego George’a.
Wystąpił gościnnie w serialach detektywistycznych stacji ABC: Cannon (1971–1975) i Ulice San Francisco (1973). W filmie sensacyjnym Teda Posta Siła magnum (Magnum Force, 1973) wcielił się w postać nieszczęsnego Charliego McCoya, przygnębionego najlepszego przyjaciela i kolegi policjanta Brudnego Harry’ego (Clint Eastwood), patrolującego motocykl. W serialu kryminalnym NBC Chase (1973–1974) zagrał tytułowego bohatera, kapitana Chase’a Reddicka. W telewizyjnym dramacie biograficznym NBC Śmierć króliczka (Death of a Centerfold: The Dorothy Stratten Story, 1981) z Jamie Lee Curtis został obsadzony w roli Hugh Hefnera. W miniserialu ABC Północ-Południe (1985) wystąpił w roli Tilleta Maina, patriarchy rodziny Mainów. W komedii sensacyjnej Richarda Donnera Zabójcza broń (1987) zagrał postać złoczyńcy, nikczemnego generała Petera McAllistera. 
Wystąpił gościnnie w serialach: Star Trek: Następne pokolenie (1989) jako Kyle Riker, ojciec komandora Williama Rikera (Jonathan Frakes), w szóstym sezonie Matlocka (1991) w roli Ellisa Blake’a i Złotka (The Golden Girls, 1991) w roli agresywnego chłopaka Blanche Devereaux (Rue McClanahan), Rexa Huntingtona. Grał postać Edwarda Montgomery’ego, ojca Grega (Thomas Gibson) w sitcomie ABC Dharma i Greg (1997-2002).

## Życie prywatne
21 czerwca 1972 poślubił Lyndę Charmian Morse. Później się rozwiedli. Para miała troje dzieci. 1 maja 2001 ożenił się z Sarah Miles.

### Śmierć
Zmarł 4 marca 2022 w swoim domu w Los Angeles z powodu niewydolności serca w wieku 88 lat.

## Filmografia

### Filmy
- Monte Walsh (1970) jako Shorty Austin
- Polowanie (1971) jako Doc Harrison
- Rodeo życia (1972) jako Lowell
- Przyjaciele Eddiego (1972) jako Waters
- Mściciel (1973) jako Dave Drake
- Siła magnum (1973) jako Charlie McCoy
- Bitwa o Midway (1976) jako kontradmirał Aubrey Fitch
- Dwuminutowe ostrzeżenie (1976) jako ksiądz
- W narożniku (1979) jako Jack Fallon
- Miasto anioła (1980) jako Silas Creedy
- Zabójcza broń (1987) jako gen. Peter McAllister
- Zimowi ludzie (1989) jako Drury Campbell
- Żelazny Orzeł III – Asy (1992) jako gen. Simms
- Hot Shots! 2 (1993) jako senator Gray Edwards
- Gwiazda (1993) jako Harrison Barclay
- Miłosne wybory (1994) jako Wannamaker
- Błękit nieba (1994) jako Ray Stevens
- Sędzia Dredd (1995) jako Vartis Hammond
- Halloween 6: Przekleństwo Michaela Myersa (1995) jako dr Terence Wynn
- Małpa na boisku (1996; znany także pt. Ed) jako Abe Woods
- Inna twarz (1996) jako Joe Thomas
- Czarny jastrząb (1996) jako White
- Zdrada (1997) jako Jim Kelly
- Kłamca, kłamca (1997) jako pan Allan
- Zabijanie na śniadanie (1997) jako Bart Newberry
- Po wstrząsie (1999) jako Frank Agostini
- Miłość do wynajęcia (2005) jako lekarz

### Seriale TV
- Szpital miejski (od 1963) jako Frank Smith (w l. 1993-94)
- Dark Shadows (1966-71) jako Burke Devlin
- Wszystkie moje dzieci (1970-2011) jako Alex Hunter (gościnnie, 1986)
- Ulice San Francisco (1972-77) jako Abel Hoffman (gościnnie, 1973)
- Dallas (1978-91) jako kpt. Merwin Fogerty (gościnnie, 1984)
- Hardcastle i McCormick (1983-86) jako szeryf Carter (gościnnie, 1984)
- Riptide (1983-86) jako płk. John Litvak (gościnnie, 1985)
- Drużyna A (1983-87) jako Ike Hagen (gościnnie, 1985)
- Robert Kennedy i jego czasy (1985) jako Robert McNamara
- Północ-Południe (1985–1986) jako Tillet Main
- Santa Barbara (1984–1993) jako Anthony Tonell (w 36 odcinkach z 1989)
- Napisała: Morderstwo (1984–1996) jako Ray Dixon/kpt. Ernest Lenko/Arthur Prouty/senator Brent Renwyck (gościnnie w 4 odcinkach)
- Złotka (1985–1992) jako Rex Huntington (gościnnie, 1991)
- Matlock (1986–1995) jako Ellis Blake (gościnnie, 1991)
- Star Trek: Następne pokolenie (1987–1994) jako Kyle Riker (gościnnie, 1989)
- Gliniarz i prokurator (1987–1992) jako porucznik Dan Gorecki/Ethan Mitchell (gościnnie, 1989 i 1990)
- Prawnicy z Miasta Aniołów (1986–1994) jako Duncan Young (gościnnie, 1990)
- Młodzi jeźdźcy (1989-92) jako Lessons Learned (gościnnie, 1992)
- Malibu Road 2000 (1992) jako Porter
- Jedwabne pończoszki (1991-99) jako Grant Everett (gościnnie, 1995)
- Renegat (1992-97) jako Dallas Shields/Ted Bronson (gościnnie, 1993 i 1994)
- One West Waikiki (1994-96) jako chirurg kosmetyczny (gościnnie, 1994)
- Nowojorscy gliniarze (1993-2005) jako Jack Hanlan (gościnnie, 1993)
- Strażnik Teksasu (1993-2001) jako sędzia Riley (gościnnie, 1994)
- Skrzydła (1990-97) jako Jonathan Clayton (gościnnie, 1996)
- Mroczne niebo (1996-97) jako William Paley (gościnnie, 1997)
- Kancelaria adwokacka (1997-2004) jako sędzia George Nelson (gościnnie, 1997)
- The Drew Carey Show (1995-2004) jako Woody (gościnnie, 2004)
- Prezydencki poker (1999-2006) jako senator Roland Pierce (gościnnie, 2004)
- Liga Sprawiedliwych (2001-06) – Highfather (tylko głos)
- Dharma i Greg (1997-2002) jako Edward Montgomery, ojciec Grega